# セバスティアン・ガマーラ
セバスティアン・ガマーラ・ルイス（Sebastían Gamarra Ruíz、1997年1月15日 - ）は、ボリビア・タリハ出身のサッカー選手。ポジションはMF。

## 経歴

### クラブ
1997年1月15日、タリハに生まれる。
アカデミア・タウイチ・アギレラに所属。アカデミア・タウイチ・アギレラで参加した国際大会で注目を浴び、11歳でイタリアに渡る。2011年の夏にACミランの育成組織「ACミランプリマベーラ」に入る。当時、育成担当であったフィリッポ・インザーギに、「まるでピルロのようだ」と形容された。2015年5月3日のナポリ戦で初めてトップチームのベンチ入りを果たしたが、セリエAデビューの機会は訪れなかった。
2016年7月7日、フェラルピサロに移籍した。
2019年1月10日、ACピサ1909に加入した。同年7月30日、彼はボリビアに戻り、ボリビアサッカーリーグ1部のオリエンテ・ペトロレロに移籍した。

### 代表
コパ・アメリカ2015に、ボリビア代表に招集される。本大会前の2015年6月7日に行われたアルゼンチンとの親善試合で代表デビュー。しかし、本戦での出場はなかった。